# Democratisch Centrum
Het Democratisch Centrum (Kroatisch: Demokratski centar, DC)  is een politieke partij in Kroatië.

## Geschiedenis
De partij werd in 2000 opgezet door Mate Granić, die de Kroatische Democratische Unie (HDZ) had verlaten, nadat zij de parlementsverkiezingen en de presidentsverkiezingen verloren hadden. De DC riep zichzelf uit als een mildere versie van de HDZ.
In 2003 sloot de DC zich informeel aan bij de HDZ en kreeg één ministerpost in de Kroatische Regering. Vesna Škare Ožbolt, de partijleidster, was de enige vertegenwoordigster in het Kroatische Parlement en werd minister van justitie. Sinds ze in 2006 door de minister-president Ivo Sanader werd afgezet zit de DC in de oppositie. Tijdens de laatste verkiezingen, op 23 november 2003 kreeg de partij samen met de Kroatische Sociaal Liberale Partij 4% van de stemmen; 3 van de 151 zetels waarvan een voor het DC.
Sinds 15 oktober 2002 heeft de partij de status van waarnemer bij de Europese Volkspartij, de koepel van christendemocratische en aanverwante partijen in de EU.